# Élections européennes de 2024 en Pologne
Pour un article plus général, voir Élections européennes de 2024.
Les élections européennes de 2024 en Pologne sont les élections des députés de la dixième législature du Parlement européen, qui se déroulent du 6 juin au 9 juin 2024 dans tous les États membres de l'Union européenne, dont la Pologne où elles auront lieu le 9 juin 2024 pour élire les 53 sièges alloués au pays

## Mode de scrutin
Les dix-sept eurodéputés bulgares sont élus au scrutin proportionnel de liste, la répartition des sièges ayant lieu selon la méthode du plus fort reste. Cependant l'allocation des sièges est limitée aux partis, coalitions et candidats indépendants ayant atteint au minimum le quota électoral, défini à 5 % depuis les élections de 2014.

## Contexte

### Union européenne
Au niveau européen, Ursula von der Leyen a présidé la Commission européenne pendant cinq ans. Son mandat a été marqué par la pandémie de Covid-19, qui a été suivi par l'achat en commun de vaccin et la mise en place d'un plan de relance européen commun. Il a aussi été marqué par l'invasion de l'Ukraine par la Russie, qui a eu pour conséquence dans l'Union européenne une montée des prix de l'énergie, un retour de l'inflation et une volonté de renforcer les moyens de défense de l'Europe. L'Ukraine s'est vu octroyer le statut de pays candidat à l'Union européenne, tout comme la Moldavie et la Géorgie.
Alors que les élections européennes de 2019 avaient été précédées par le mouvement des jeunes pour le climat et avaient vu un bon score des formations écologistes, le mandat d'Ursula Von der Leyen a aussi été marqué par la mise en place du pacte vert pour l'Europe (Green Deal), porté par le vice-président de la Commission européenne Frans Timmermans. Ce pacte vert a été fortement critiqué à partir de 2023, notamment par les syndicats agricoles.
En 2023, les projections annoncent une montée en puissance des partis eurosceptiques et de l'extrême droite, portées par les récents succès électoraux aux Pays-Bas, en Italie, en Finlande et en Suède. L'Union européenne est dans une situation de ralentissement économique, de mécontentement en zones rurales, doit faire face au changement climatique, et les problématiques de migrations reviennent régulièrement dans l'actualité.

## Résultats

### Au niveau national
| Parti ou coalition       | Parti ou coalition       | Voix       | %     | +/-  | Sièges | +/-           | Groupe |
| ------------------------ | ------------------------ | ---------- | ----- | ---- | ------ | ------------- | ------ |
|                          | Coalition civique (KO)   | 4 359 443  | 37,06 | Nv.  | 21     | 7             | PPE    |
|                          | Droite unie (ZP)         | 4 253 169  | 36,16 | 9,22 | 20     | 7             | CRE    |
|                          | Confédération (Konf.)    | 1 420 287  | 12,08 | 7,53 | 6      | 6             | ENS NI |
|                          | Troisième voie (TD)      | 813 238    | 6,91  | Nv.  | 3      | en stagnation | PPE RE |
|                          | La Gauche (Lewica)       | 741 071    | 6,30  | Nv.  | 3      | 5             | S&D    |
|                          | Autres partis            |            |       |      | 0      | en stagnation |        |
|                          |                          |            |       |      |        |               |        |
| Votes valides            | Votes valides            | 11 761 825 | 99,43 |      |        |               |        |
| Votes blancs et nuls     | Votes blancs et nuls     | 67 731     | 0,57  |      |        |               |        |
| Total                    | Total                    | 11 829 556 | 100   | -    | 53     | 1             | -      |
| Abstentions              | Abstentions              | 17 268 599 | 59,35 |      |        |               |        |
| Inscrits / Participation | Inscrits / Participation | 29 098 155 | 40,65 |      |        |               |        |